# Frédéric Vion
Pour les articles homonymes, voir Vion.
Frédéric Vion est un journaliste français et écrivain, né le 14 mai 1976 à Villerupt (Meurthe-et-Moselle).

## Biographie

### Jeunesse et formations
Frédéric Vion naît le 14 mai 1976 à Villerupt, en Meurthe-et-Moselle. Son père est agent de police et sa mère, institutrice de l’école du Pulventeux, à Longwy (Meurthe-et-Moselle) où ses deux grands-pères étaient ouvriers sidérurgistes. Petit, il rêve d'être journaliste comme Léon Zitrone parce que, « ce qui l'attire dans ce métier, c’est le fait de vouloir informer les gens, leur expliquer des choses. ».
Après un bac C au lycée Alfred-Mézières à Longwy, il fréquente l'Institut d'études politiques de Lille, d'où il sort diplômé trois ans plus tard,, puis s'inscrit à l'École supérieure de journalisme de Lille,

### Carrière

#### Journalisme
Après Le Républicain lorrain et La Voix du Nord, Frédéric Vion travaille d’abord au Quai d'Orsay — le ministère français des Affaires étrangères — avant de joindre à la rédaction de M6, et remporte en 1999 le prix Jean-d'Arcy, concours annuel d’entrée de la rédaction de France Télévisions,.
En juillet 1999, il intègre la chaîne de télévision France 2, dont il est, de 2001 en 2006, le correspondant pour la région de Lille, le Nord de la France et la Belgique : il signe alors des reportages pour les éditions des journaux télévisés de 13 h et 20 h.

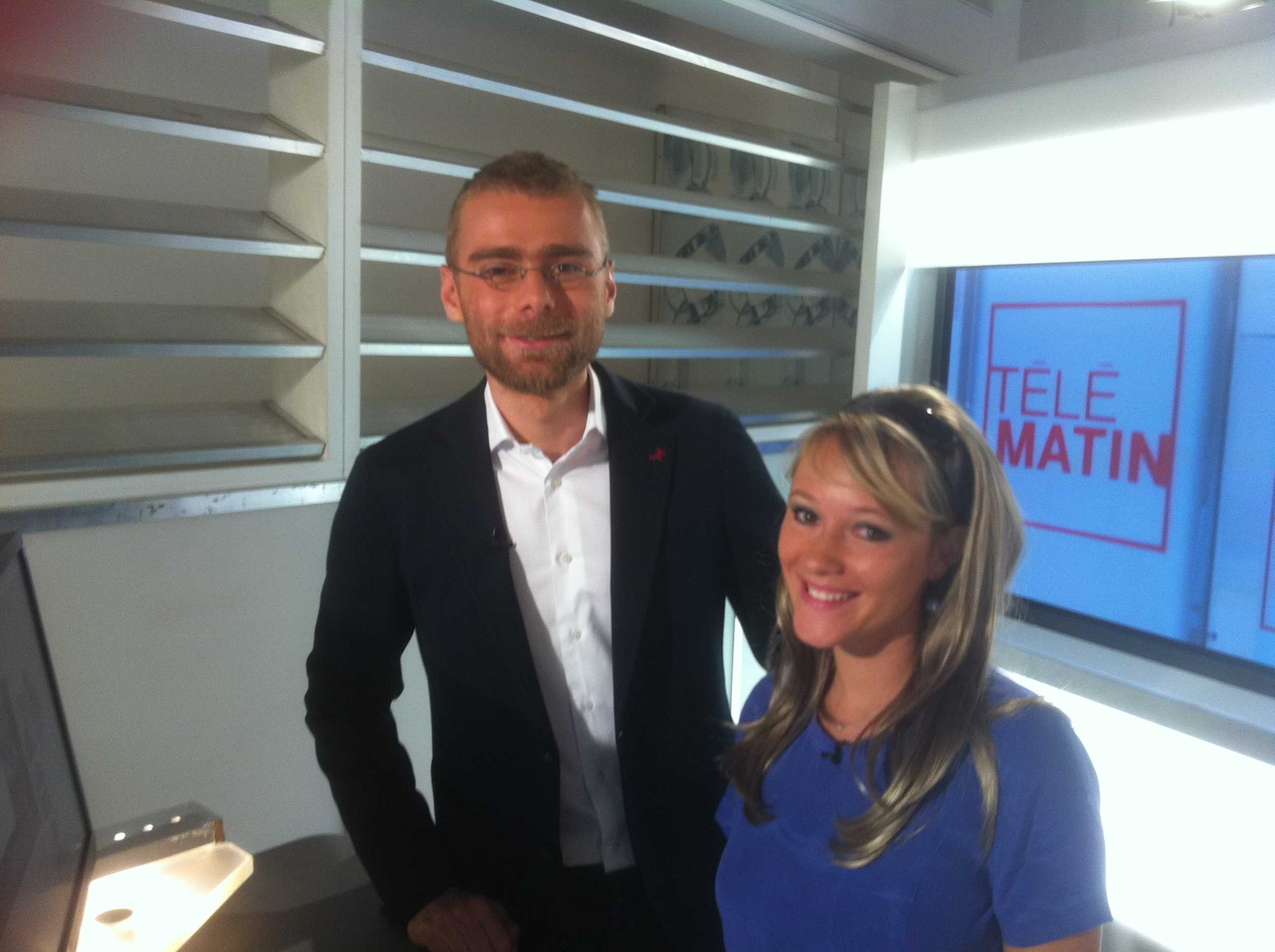
Frédéric Vion, avec Julia Livage, sur le plateau de Télématin

En 2007, il rejoint l'équipe de Télématin présenté par William Leymergie, la matinale de la chaîne durant laquelle il présente alternativement journaux télévisés,, reportages et interventions diverses en plateau, et surtout la revue de presse pendant près de dix ans.
Il présente également, à partir de janvier 2016, la rubrique « actu plus » de l'émission, qui décortique un sujet d’actualité.
En 2021, à la suite du remaniement de la formule de l’émission, il quitte quelques mois l’équipe d’animation pour la présentation de la météo de France 3, mais revient à Télématin dès le 15 janvier 2022, pour présenter la météo, en alternance avec Valérie Maurice, une rubrique de plus en plus développée par la chaîne pour intégrer des informations sur le réchauffement climatique.

#### Écriture
En 2013, avec Gabriel Alphand, il écrit Moments privés au quai d'Orsay, un ouvrage d'histoires vécues au ministère des Affaires étrangères,. Une réédition augmentée de l'ouvrage paraît en 2018.
En 2015, il publie son premier roman Comment j'ai tué mon père, une autobiographie de son enfance auprès d'un père violent en Lorraine dans les années 1980, à l'époque de la fin de la sidérurgie, racontant également les frontières mouvantes et l'immigration propres à cette partie de l'est de la France ; ainsi que le périple de sa famille d'origine italienne et est-européenne au cours des deux guerres mondiales, puis de l'expansion économique des années 1960,.

### Famille
Frédéric Vion est le cousin de Thibaut Vion, footballeur professionnel au CSKA Sofia après avoir joué au FC Metz et au FC Porto[réf. souhaitée].
La rue Louis-Vion à Asnières-sur-Seine (Hauts-de-Seine) porte le nom de son arrière-grand-oncle[réf. à confirmer], fusillé comme résistant et militant communiste ayant participé à un projet de soulèvement contre les nazis pendant la Seconde Guerre mondiale.

## Œuvres
- Moments privés au Quai d'Orsay. Confessions d'un diplomate, éditions Balland, 2013, document, 224 p.  (ISBN 978-2-35315-231-5)Écrit avec Gabriel Alphand.
- Moments privés au Quai d'Orsay. Nouvelles confessions d'un diplomate, éditions Balland, 2018, document, 360 p.  (ISBN 978-2-94055-657-1)Écrit avec Gabriel Alphand. Réédition augmentée
- Comment j'ai tué mon père, Flammarion, 2015, roman, 200 p.  (ISBN 978-2-0813-6419-6)